# Pelican (Wisconsin)
Pelican – miasto w Stanach Zjednoczonych, w stanie Wisconsin, w hrabstwie Oneida.